# Dendrogale melanura
Dendrogale melanura este o specie de mamifere din familia Tupaiidae. Se găsește doar în Borneo, iar habitatul său este alcătuit din păduri. Este amenințată de pierderea habitatului, iar Uniunea Internațională pentru Conservarea Naturii nu a putut clasifica starea sa de conservare actuală, din cauza deficienței de date (DD).

## Taxonomie
Dendrogale melanura are două subspecii descrise: D. m. melanura și D. m. baluensis.

## Descriere
Dendrogale melanura are o lungime a corpului (inclusiv capul) de ~13 cm, iar a cozii de ~11 cm. Greutatea corpului este de aproximativ 43 g. Părțile superioare ale corpului său mic sunt maro închis, în timp ce părțile inferioare sunt maro-galbene pale. Are un bot scurt, iar în jurul ochilor are inele de culoare maro-portocalie ce ies în evidență. Nu are dungi pe umeri. Ghearele sunt deosebit de ascuțite. D. m. melanura are culoarea mai închisă deasupra și mai roșcată dedesubt față de D. m. baluensis.

## Răspândire
D. melanura se găsește doar în Borneo. Cea mai mică altitudine la care a fost înregistrată este de 900 de metri, iar cea mai mare este de 3.350 de metri.

## Habitat
D. melanura este o specie terestră. Se cațără des în copaci, iar habitatul său este alcătuit din păduri.

## Ecologie
Dieta speciei D. melanura pare să fie compusă în cea mai mare parte din insecte.

## Stare de conservare
Uniunea Internațională pentru Conservarea Naturii nu a clasificat starea sa de conservare actuală din motivul deficienței de date (DD), specia fiind înregistrată de foarte puține ori. Printre amenințările majore ale speciei se numără pierderea habitatului cauzată de extinderea agricolă și de transformarea terenurilor în plantații lipsite de copaci; acest lucru se întâmplă în mod deosebit la altitudini mai joase. Se găsește într-un parc național situat în Sabah, Malaysia. Nu este considerată o specie comună și sunt cunoscute foare puține informații despre populația sa, dar se cunoaște faptul că aceasta este în scădere.